# Lavoro forzato

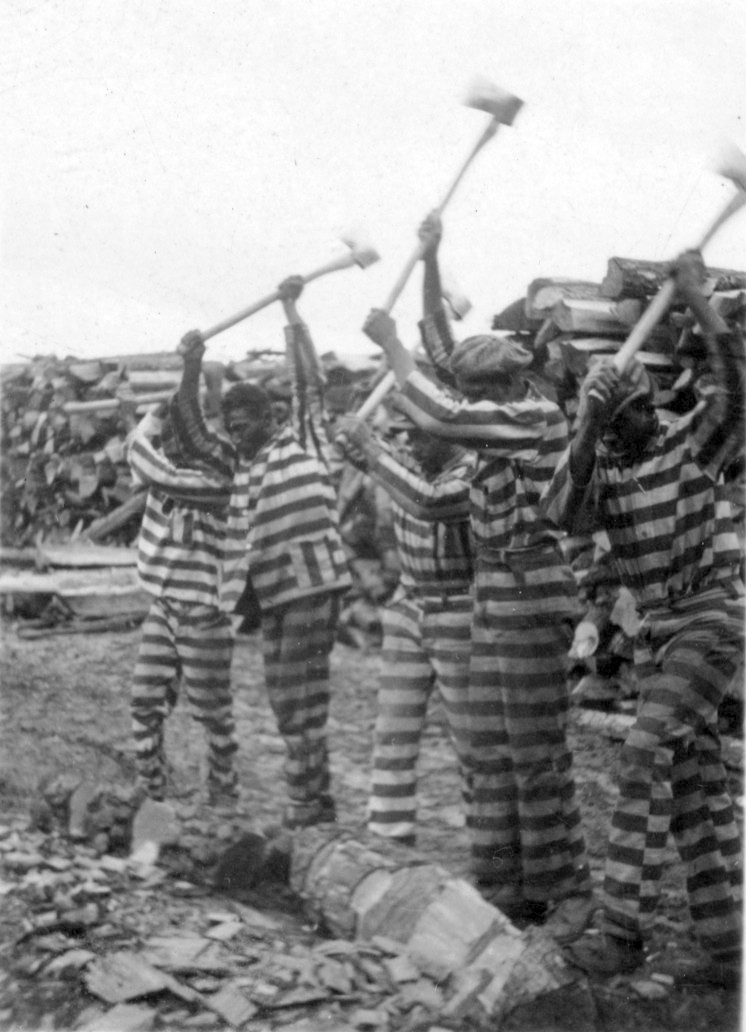
1934: detenuti afro-americani ai lavori forzati spaccano legna a Reed Camp, nel Sud Carolina

Il lavoro forzato  - o lavoro punitivo - è una forma di lavoro non spontaneo che può avere valore di punizione per l'infrazione di leggi che regolano la convivenza sociale o di occupazione a scopo di rieducazione e recupero. Nel primo caso costituisce una vera e propria pena ed è conseguente ad uno stato di detenzione.
In Italia l'articolo 22 del Codice Penale prevede teoricamente il lavoro obbligatorio per il cittadino condannato all'ergastolo: "La pena dell'ergastolo è perpetua, ed è scontata in uno degli stabilimenti a ciò destinati, con l'obbligo del lavoro e con l'isolamento notturno". Lo stesso obbligo di lavoro prevedono gli articoli 23 e 25, rispettivamente per i condannati all'arresto e all'ammenda. La parola ergastolo etimologicamente significa "casa di lavoro", sebbene ciò non venga applicato dal 1866.
La Carta dei diritti fondamentali dell'Unione europea vieta la schiavitù e il lavoro forzato e l'International Labour Organization delle Nazioni Unite include il lavoro forzato nelle forme di schiavismo.

## Definizione legale
Secondo la definizione contenuta nella Convenzione n. 20 dell'International Labour Organization (ILO), "lavoro forzato è ogni lavoro o servizio imposto sotto minaccia di sanzioni e per il quale la persona non si è offerta spontaneamente". Secondo la medesima organizzazione, sono 12 milioni le persone al mondo sottoposte a questa forma di lavoro. Secondo l'organizzazione Anti-Slavery, tale cifra è nettamente superiore. Secondo ILO, 50 milioni di persone sarebbero sottoposte in totale a lavoro forzato: l'86 % in maniera illegale da parte di enti privati e organizzazioni criminali, mentre il 14 % in maniera legalizzata dagli Stati.
Sebbene una convenzione dell’International Labour Organization inviti ad un'abolizione del lavoro forzato questo viene tuttora praticato in taluni paesi. In talune altre nazioni il lavoro forzato è regolamentato per legge. In molti ordinamenti è stato abolito da tempo; in Italia ciò avvenne nel 1866. Nella maggioranza dei paesi del mondo il lavoro dei detenuti è volontario e premiato,  oppure viene imposta - a scelta del condannato in cambio della liberazione condizionale o della sospensione condizionale della pena o della sua commutazione - lo svolgimento di lavori socialmente utili a piede libero.

## Tipi di lavoro forzato
Il lavoro punitivo può essere di due tipi: lavoro produttivo, al pari di un lavoro su scala industriale come in certe carceri americane; lavoro tendente ad annullare fisicamente una persona, sfruttandone con la forza la capacità, fino a causare tormenti di carattere psicologico o addirittura provocare la morte del detenuto (gulag sovietici, killing fields cambogiani, laogai cinesi, kwalliso coreani, lager nazisti).
Il lavoro forzato viene praticato solitamente in apposite strutture, convenzionalmente chiamate campi di lavoro forzato.
Durante la seconda guerra mondiale molti campi di lavoro forzato furono istituiti presso i campi di concentramento della Germania nazista. Analogamente, il lavoro forzato è stato praticato intensamente nei gulag dell'Unione Sovietica e nei cosiddetti Killing fields cambogiani ed è attualmente applicato comunemente nei campi laogai cinesi, ma anche in molte carceri americane, e nelle colonie penali correttive russe e bielorusse (e altri paesi ex sovietici) e in Corea del Nord; è praticato anche in alcune carceri delle Filippine, in diversi paesi islamici, in Brasile, Giappone e Taiwan.